# Bagó Gizella
Bagó Gizella (Kajászószentpéter, 1948 –) magyar opera- és kamaraénekes, művésztanár.

## Életpályája
1948-ban született. 1978-ban végzett a moszkvai Csajkovszkji Konzervatóriumban. 1974-1978 között tanítási gyakorlaton vett részt Moszkvában. 1980-tól a Színház- és Filmművészeti Egyetem tanára, később osztály- és tanszékvezető, professor emerita. 2003-ban DLA fokozatot szerzett. Rendszeresen dolgozik külföldön is.
Oktatott tárgyai: hangképzés, korrepetíció.

## Díjai és kitüntetései
- Magyar Felsőoktatásért Emlékplakett (2001)
- Artisjus díj (2008)
- Vígszínház díj (2016)
- Eötvös József-díj (2018)[3]